# Antonio Maria Ruffo
Antonio Maria Ruffo (Bagnara Calabra, 11 de junho de 1687 - Bagnara Calabra, 22 de fevereiro de 1753) foi um cardeal do século XVIII

## Biografia
Nasceu em Bagnara Calabra em 11 de junho de 1687, principal feudo de sua família, na arquidiocese de Nápoles. De uma das famílias mais importantes do reino de Nápoles, especialmente da Calábria. Patrício Napolitano. Quarto filho de Francesco Ruffo, quarto duque de Bagnara, e Giovanna Lanza y Moncada. Ele também está listado como Antonius Ruffus; e seu primeiro nome apenas como Antonio. Sobrinho do Cardeal Tommaso Ruffo (1706). Tio do Cardeal Giovanni Costanzo Caracciolo (1759); primo em segundo grau do cardeal Fabrizio Ruffo (1791). Outro cardeal da família foi Luigi Ruffo Scilla (1801).
Estudou com os Frades Capuchinhos de Nápoles; depois, foi para Roma morar com seu tio, o futuro cardeal Ruffo, em 1699; e frequentou o Collegio Clementino a partir de 1701.
Fundador da congregação delle stimmate di S. Francesco, Bagnara Calabra, 1710. Referendário dos Tribunais da Assinatura Apostólica de Justiça e de Graça, 14 de março de 1716. Vice-legado em Ravena, abril de 1717. Prelado doméstico de Sua Santidade. Inquisidor em Malta, março de 1720 a maio de 1728. Negociou a paz entre a Ordem Soberana de São João de Jerusalém e a República de Gênova; seu tio havia tentado resolver o conflito vários anos antes. Clérigo da Câmara Apostólica, 1729. Presidente do Tribunal della Grascia, 2 de fevereiro de 1730. Auditor geral da Câmara Apostólica, 9 de março de 1739.
Criado cardeal-presbítero no consistório de 9 de setembro de 1743; recebeu o chapéu vermelho em 12 de setembro e o título de S. Silvestro in Capite, 23 de setembro de 1743; recebeu dispensa para ser cardeal sem ter recebido ordens menores e maiores e ter um tio cardeal, 30 de setembro de 1743.
Ordenado em 28 de dezembro de 1744, em Roma, pelo Papa Bento XIV. Fundador da igreja de S. Maria degli Angeli ou da Imaculada Conceição, Bagnara Calabra, 1750. Acometido de gota, na época incurável; seus médicos o aconselharam a retornar a Bagnara Calabra, onde chegou em 22 de julho de 1752.
Morreu em Bagnara Calabra em 22 de fevereiro de 1753, arquidiocese de Reggio Calabria. Exposto e sepultado na igreja de S. Maria degli Angeli, dei Cappuccini , Bagnara Calabra, sem qualquer memorial fúnebre.